# Paris Masters 2011 - Qualificazioni singolare
Le qualificazioni del singolare  del Paris Masters 2011 sono state un torneo di tennis preliminare per accedere alla fase finale della manifestazione. I vincitori dell'ultimo turno sono entrati di diritto nel tabellone principale. In caso di ritiro di uno o più giocatori aventi diritto a questi sono subentrati i lucky loser, ossia i giocatori che hanno perso nell'ultimo turno ma che avevano una classifica più alta rispetto agli altri partecipanti che avevano comunque perso nel turno finale.

## Giocatori

### Teste di serie
1. Bernard Tomić (primo turno)
2. Donald Young (qualificato)
3. Santiago Giraldo (qualificato)
4. Philipp Kohlschreiber (qualificato)
5. Andreas Seppi (qualificato)
6. Serhij Stachovs'kyj (qualificato)

1. Igor' Kunicyn (ultimo turno, Lucky Loser)
2. Łukasz Kubot (ultimo turno)
3. Jarkko Nieminen (ultimo turno)
4. Albert Ramos Viñolas (primo turno)
5. Denis Istomin (primo turno)
6. Lukáš Rosol (primo turno)

### Qualificati
1. Nicolas Mahut
2. Donald Young
3. Santiago Giraldo

1. Philipp Kohlschreiber
2. Andreas Seppi
3. Serhij Stachovs'kyj

### Lucky Loser
1. Igor' Kunicyn

## Tabellone qualificazioni

### Sezione 1
|  | Primo turno | Primo turno   | Primo turno   | Primo turno | Primo turno |  |  | Ultimo turno | Ultimo turno  | Ultimo turno  | Ultimo turno | Ultimo turno |  |
|  |             |               |               |             |             |  |  |              |               |               |              |              |  |
|  | 1           | Bernard Tomić | Bernard Tomić | 64          | 2           |  |  |              |               |               |              |              |  |
|  |             | Nicolas Mahut | Nicolas Mahut | 7           | 6           |  |  |              | Nicolas Mahut | Nicolas Mahut | 6            | 6            |  |
|  | WC          | Florent Serra | Florent Serra | 2           | 3           |  |  | 8            | Łukasz Kubot  | Łukasz Kubot  | 1            | 4            |  |
|  | 8           | Łukasz Kubot  | Łukasz Kubot  | 6           | 6           |  |  |              |               |               |              |              |  |

### Sezione 2
|  | Primo turno | Primo turno     | Primo turno     | Primo turno | Primo turno |  |  | Ultimo turno | Ultimo turno    | Ultimo turno    | Ultimo turno | Ultimo turno |  |
|  |             |                 |                 |             |             |  |  |              |                 |                 |              |              |  |
|  | 2           | Donald Young    | Donald Young    | 6           | 79          |  |  |              |                 |                 |              |              |  |
|  | Alt         | Maxime Teixeira | Maxime Teixeira | 4           | 67          |  |  | 2            | Donald Young    | Donald Young    | 6            | 6            |  |
|  |             | Matthew Ebden   | Matthew Ebden   | 5           | 3           |  |  | 9            | Jarkko Nieminen | Jarkko Nieminen | 4            | 2            |  |
|  | 9           | Jarkko Nieminen | Jarkko Nieminen | 7           | 6           |  |  |              |                 |                 |              |              |  |

### Sezione 3
|  | Primo turno | Primo turno        | Primo turno        | Primo turno | Primo turno |  |  | Ultimo turno | Ultimo turno     | Ultimo turno | Ultimo turno | Ultimo turno |  |
|  |             |                    |                    |             |             |  |  |              |                  |              |              |              |  |
|  | 3           | Santiago Giraldo   | Santiago Giraldo   | 7           | 7           |  |  |              |                  |              |              |              |  |
|  |             | Tejmuraz Gabašvili | Tejmuraz Gabašvili | 63          | 62          |  |  | 3            | Santiago Giraldo | 6            | 65           | 6            |  |
|  |             | Benoît Paire       | 6                  | 3           | 6           |  |  |              | Benoît Paire     | 2            | 7            | 4            |  |
|  | 11          | Denis Istomin      | 4                  | 6           | 1           |  |  |              |                  |              |              |              |  |

### Sezione 4
|  | Primo turno | Primo turno           | Primo turno           | Primo turno | Primo turno |  |  | Ultimo turno | Ultimo turno          | Ultimo turno | Ultimo turno | Ultimo turno |  |
|  |             |                       |                       |             |             |  |  |              |                       |              |              |              |  |
|  | 4           | Philipp Kohlschreiber | Philipp Kohlschreiber | 6           | 6           |  |  |              |                       |              |              |              |  |
|  |             | Marsel İlhan          | Marsel İlhan          | 3           | 2           |  |  | 4            | Philipp Kohlschreiber | 7            | 1            | 6            |  |
|  | WC          | Arnaud Clément        | 7                     | 5           | 6           |  |  | WC           | Arnaud Clément        | 5            | 6            | 1            |  |
|  | 12          | Lukáš Rosol           | 64                    | 7           | 0           |  |  |              |                       |              |              |              |  |

### Sezione 5
|  | Primo turno | Primo turno          | Primo turno          | Primo turno | Primo turno |  |  | Ultimo turno | Ultimo turno  | Ultimo turno | Ultimo turno | Ultimo turno |  |
|  |             |                      |                      |             |             |  |  |              |               |              |              |              |  |
|  | 5           | Andreas Seppi        | Andreas Seppi        | 6           | 7           |  |  |              |               |              |              |              |  |
|  | WC          | Marc Gicquel         | Marc Gicquel         | 4           | 5           |  |  | 5            | Andreas Seppi | 62           | 6            | 6            |  |
|  |             | Sam Querrey          | Sam Querrey          | 6           | 6           |  |  |              | Sam Querrey   | 7            | 1            | 1            |  |
|  | 10          | Albert Ramos Viñolas | Albert Ramos Viñolas | 3           | 3           |  |  |              |               |              |              |              |  |

### Sezione 6
|  | Primo turno | Primo turno            | Primo turno | Primo turno | Primo turno |  |  | Ultimo turno | Ultimo turno        | Ultimo turno | Ultimo turno | Ultimo turno |  |
|  |             |                        |             |             |             |  |  |              |                     |              |              |              |  |
|  | 6           | Serhij Stachovs'kyj    | 6           | 62          | 6           |  |  |              |                     |              |              |              |  |
|  | WC          | Kenny de Schepper      | 3           | 7           | 1           |  |  | 6            | Serhij Stachovs'kyj | 7            | 63           | 6            |  |
|  |             | Édouard Roger-Vasselin | 6           | 4           | 3           |  |  | 7            | Igor' Kunicyn       | 6(1)         | 7            | 3            |  |
|  | 7           | Igor' Kunicyn          | 2           | 6           | 6           |  |  |              |                     |              |              |              |  |